# 比利時的亨麗埃特
比利時的亨麗埃特（法語：Henriette de Belgique，1870年11月30日—1948年3月28日），旺多姆公爵夫人，比利時國王阿爾貝一世的姐姐。

## 家庭
1896年，亨麗埃特與旺多姆公爵埃曼努爾結婚。埃曼努爾是法王路易-菲利普一世的曾孫，也是奧地利皇后伊麗莎白的外甥。兩人共有1子3女：
- 瑪麗-路易絲公主（英语：Princess Marie Louise of Orléans (1896–1973)）（1896年—1973年）
- 索菲公主（1898年—1928年）
- 熱納維耶芙公主（1901年—1983年）
- 查理-菲利普王子（1905年—1970年）